# Cissus microcarpa
Cissus microcarpa är en vinväxtart som beskrevs av M. Vahl. Cissus microcarpa ingår i släktet Cissus och familjen vinväxter. Inga underarter finns listade i Catalogue of Life.